# Mistrzostwa Świata w Narciarstwie Klasycznym 1984
Mistrzostwa Świata w Narciarstwie Klasycznym 1984 miały miejsce w dniach 26 lutego oraz 17 marca 1984 w Engelbergu, w Szwajcarii (skoki narciarskie) oraz Rovaniemi, w Finlandii (kombinacja norweska). Mistrzostwa te zostały zorganizowane, gdyż na Zimowych Igrzyskach Olimpijskich 1984 nie odbyły się konkurencje drużynowe w kombinacji norweskiej i skokach.

## Kombinacja norweska
| Konkurencja                    | Data          | Złoto                                                               | Srebro                                                                   | Brąz                                                                       |
| ------------------------------ | ------------- | ------------------------------------------------------------------- | ------------------------------------------------------------------------ | -------------------------------------------------------------------------- |
| Kombinacja drużynowa 3 × 10 km | 17 marca 1984 | Norwegia · Geir Andersen · Hallstein Bøgseth · Tom Sandberg 1189.46 | Finlandia · Rauno Miettinen · Jukka Ylipulli · Jouko Karjalainen 1186.32 | ZSRR · Aleksander Proswirnin · Aleksandr Majorow · Ildar Garifulin 1183.54 |

## Skoki narciarskie
| Konkurencja             | Data           | Złoto                                                                                | Srebro                                                                    | Brąz                                                                                 |
| ----------------------- | -------------- | ------------------------------------------------------------------------------------ | ------------------------------------------------------------------------- | ------------------------------------------------------------------------------------ |
| Duża skocznia drużynowo | 26 lutego 1984 | Finlandia · Markku Pusenius · Pentti Kokkonen · Jari Puikkonen · Matti Nykänen 618.3 | NRD · Ulf Findeisen · Matthias Buse · Klaus Ostwald · Jens Weißflog 572.2 | Czechosłowacja · Ladislav Dluhoš · Vladimír Podzimek · Jiří Parma · Pavel Ploc 564.1 |

## Klasyfikacja medalowa
| Pozycja | Państwo        | Złoto | Srebro | Brąz | Razem |
| ------- | -------------- | ----- | ------ | ---- | ----- |
| 1       | Finlandia      | 1     | 1      | 0    | 2     |
| 2       | Norwegia       | 1     | 0      | 0    | 1     |
| 3       | NRD            | 0     | 1      | 0    | 1     |
| 4       | Czechosłowacja | 0     | 0      | 1    | 1     |
| 5       | ZSRR           | 0     | 0      | 1    | 1     |